# NHK只見ラジオ中継局
NHK只見ラジオ中継局（エヌエイチケイただみラジオちゅうけいきょく）は、福島県南会津郡只見町に置かれているNHK福島放送局の中波放送中継局。正式な名称は、放送局としてはNHK只見放送局（中継局は通称）、送信施設としては只見ラジオ中継放送所である。

## 概要
- 当中継局にはラジオ第1とラジオ第2の中継局が置かれており、只見町や周辺地域へ電波を発射している。
- もともとはNHK郡山放送局の中継局であったが、1988年の郡山局の支局への格下げの際、NHK福島放送局管轄となった。
- 民放であるrfcラジオ福島は、当地に中継局を置いておらず、周辺地域の中継局などを受信している。

## 中継局概要
| 放送局名         | 周波数  | 空中線電力 | 放送対象地域 | 放送区域内世帯数 | 開局年月日     |
| NHK福島ラジオ第1 | 1584kHz | 100W       | 福島県       | 約-世帯          | 1960年11月10日 |
| NHK福島ラジオ第2 | 1359kHz | 100W       | 全国         | 約-世帯          | 1962年12月20日 |

- 中継局置局住所は、南会津郡只見町福井。